# Плеврална ефузия

### Плеврален излив
Плевралният излив, известен още като течност в плевралната кухина, е натрупване на течност между двата листа на плеврата (висцерален и париетален).

## Причини, честота и рискови фактори
```
Човешкото тяло
 произвежда плеврална течност в малки количества за „смазване“ на повърхностите на двата листа на плеврата. Плевралнят излив е ненормално и прекомерно събиране на тази течност.
```

Могат да се образуват два различни вида изливи:
1. Трансудативните плеврални изливи са причинени от изтичане на течност в плевралната кухина. Това се дължи на повишено налягане в белодробните капиляри или ниско съдържание на протеин в кръвната плазма. Сърдечната недостатъчност е най-честата причина.
2. Ексудативните плеврални изливи са причинени от блокирани кръвоносни съдове, възпаление, тумори, други увреждания на белите дробове, както и от лекарствени реакции.

## Симптоми
Симптомите са:
- болка в гърдите (обикновено бодежна болка, която се засилва при кашлица или дълбоки вдишвания);
- кашлица;
- треска;
- хълцане;
- учестено дишане;
- недостиг на въздух.

Понякога няма симптоми.

## Признаци и тестове
По време на лекарски преглед, лекарят ще преслуша дишането на пациента със стетоскоп. Следните тестове може да помогнат за потвърждаване на диагнозата:
- Рентгенография на гръдния кош;
- Компютърна томография (скенер) на гръдния кош;
- Диагностична торакоцентеза (част от течността се изтегля чрез пункция между ребрата с цел изследване);
- Лабораторен и цитологичен анализ на плевралната течност (протеин, глюкоза, лактат дехидрогеназа; под микроскоп, за да се установи наличие на бактерии или ракови клетки);

## Лечение
Лечението може да има за цел премахване на течността, предотвратяване на образуването на нова течност и/или лечение на първопричината за натрупване на течност.
Може да се направи терапевтична торакоцентеза, ако количеството течност е голямо и причинява компресия върху белите дробове, задух или други дихателни проблеми, например ниско ниво на кислород. Премахването на течност позволява на белите дробове нормално да се разгъват, като това спомага да се диша по-лесно. След това лечението на първопричината за плевралния излив се превръща в цел.
Например, плеврални изливи, причинени от сърдечна недостатъчност, се лекуват с диуретици (хапчета) и други лекарства за лечение на сърдечна недостатъчност. Плеврални изливи, причинени от инфекция, се третират с торакоцентеза и подходящи за това антибиотици. При хората с рак или инфекции изливът често се лекува с помощта на тръба (дренаж), поставена в певралната кухина за няколко дни, за да се евакуира течността. Понякога тънки дренове могат да бъдат поставени в плевралната кухина за дълго време, за да се отвежда течността.
В някои от случаите, може да се приложи следното:
- плевродеза (изкуствено предизвикано срастване между двата плеврални листа);
- хирургия;
- химиотерапия;
- лъчева терапия.

## Очаквания (прогноза на заболяването)
Очакваният резултат зависи от основното заболяване.

## Усложнения
Когато белите дробове са в допир с излишната плеврална течност за дълго време, те могат да бъдат увредени. Ако плевралната течност се инфектира, тя може да се превърне в емпием (гнойно възпаление), който ще трябва да бъде дрениран. Пневмоторакс (въздух в гръдната кухина) може да бъде усложнение на тази процедура.